# Antiche unità di misura della provincia di Verona

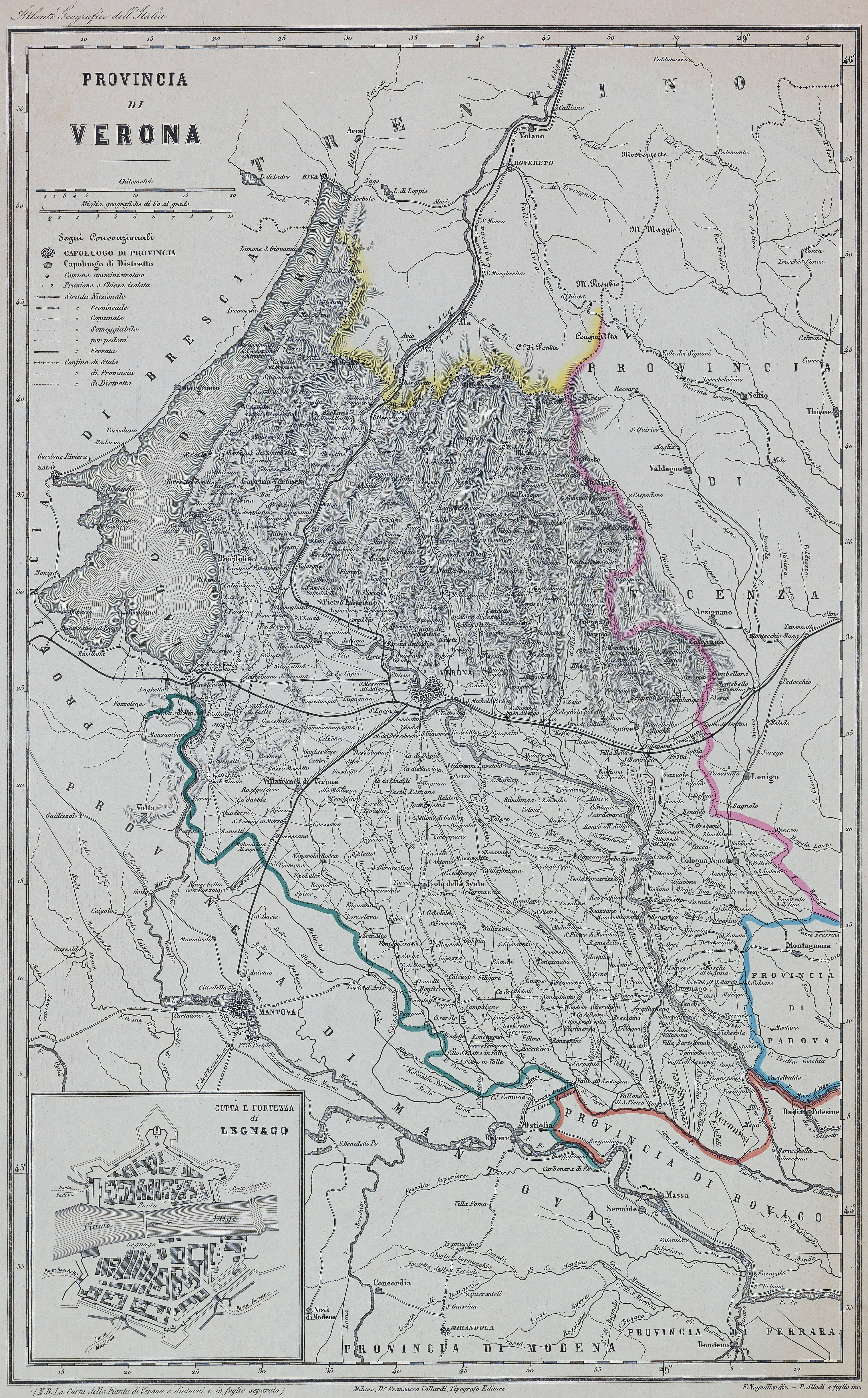
Provincia di Verona, 1860 circa

Sono qui riportate le conversioni tra le antiche unità di misura in uso nella provincia di Verona e il sistema metrico decimale, così come stabilite ufficialmente nel 1877.
Nonostante l'apparente precisione nelle tavole, in molti casi è necessario considerare che i campioni utilizzati (anche per le tavole di epoca napoleonica) erano di fattura approssimativa o discordanti tra loro.

## Misure di lunghezza
| Comuni         | Denominazione                | Valore   | Unità |
| -------------- | ---------------------------- | -------- | ----- |
| Tutti i comuni | Braccio lungo                | 0,648991 | m     |
| Tutti i comuni | Braccio corto                | 0,642449 | m     |
| Tutti i comuni | Piede da fabbrica e da terra | 0,342915 | m     |
| Tutti i comuni | Piede censuario              | 0,340333 | m     |

Le braccia mercantili ed il piede da fabbrica si dividono in 12 once. L'oncia del piede si divide in 12 linee.
Cinque piedi fanno un passo. Sei piedi fanno una pertica. Mille passi veneti fanno il miglio veneto.
Il braccio mercantile si divide anche in metà, terzi, quarti.

### Documentazione storica
Il piede censuario è il piede nuovo introdotto nel 1696 a causa dello smarrimento del campione ufficiale della pertica da 6 piedi; in seguito venne rinvenuta l'antica pertica e venne stabilito un rapporto di 279 a 281 tra il piede nuovo e il piede antico.

## Misure di superficie
| Comuni         | Denominazione   | Valore    | Unità |
| -------------- | --------------- | --------- | ----- |
| Tutti i comuni | Campo           | 3047,9466 | m²    |
| Tutti i comuni | Campo censuario | 3002,2410 | m²    |

Il campo si divide in 720 tavole, oppure in 24 vaneze.

## Misure di volume
| Comuni                         | Denominazione | Valore | Unità |
| ------------------------------ | ------------- | ------ | ----- |
| Tutti i comuni della provincia | Piede cubo    | 40,324 | L     |

Il piede cubo si divide in 12 once, l'oncia in 12 linee, la linea in 12 atomi.

## Misure di capacità per gli aridi
| Comuni         | Denominazione | Valore   | Unità |
| -------------- | ------------- | -------- | ----- |
| Tutti i comuni | Sacco         | 114,6535 | L     |

Il sacco si divide in 3 minali, il minale in 4 quarte.

## Misure di capacità per i liquidi
| Comuni         | Denominazione  | Valore  | Unità |
| -------------- | -------------- | ------- | ----- |
| Tutti i comuni | Brento da vino | 70,5111 | L     |

Il brento di Verona si divide in 72 inghistare.
Il brento da olio corrisponde a litri 68,68.

## Pesi
| Comuni         | Denominazione  | Valore  | Unità |
| -------------- | -------------- | ------- | ----- |
| Tutti i comuni | Libbra grossa  | 499,931 | g     |
| Tutti i comuni | Libbra sottile | 333,287 | g     |

La libbra si divide in 12 once. 25 libbre sottili fanno un peso.
I farmacisti usano la libbra medica viennese di grammi 420,008 e anche la Libbra sottile veneta di grammi 301,230.
I gioiellieri usano il marco di grammi 238,499 diviso in 8 once, l'oncia in 144 carati, il carato in 4 grani.

## Territorio
Nel 1874 nella provincia di Verona erano presenti 113 comuni divisi in 11 distretti.
- Bardolino • Bardolino, Castelletto di Brenzone, Castelnuovo di Verona, Garda, Lazise, Malcesine, Peschiera sul Lago di Garda, Torri del Benaco
- Caprino Veronese • Affi, Belluno Veronese, Brentino, Caprino Veronese, Castion Veronese, Cavaion Veronese, Costermano, Ferrara di Monte Baldo, Rivoli Veronese, San Zeno di Montagna
- Cologna Veneta • Albaredo d'Adige, Cologna Veneta, Cucca, Pressana, Roveredo di Guà, Zimella
- Isola della Scala • Bovolone, Erbè, Isola della Scala, Isola di Porcarizza, Nogara, Oppeano, Palù, Ronco all'Adige, Salizzole, Sorgà, Trevenzuolo, Vigasio
- Legnago • Angiari, Bevilacqua, Bonavigo, Boschi Sant'Anna, Castagnaro, Legnago, Minerbe, Roverchiara, Terrazzo, Villa Bartolomea
- San Bonifacio (Soave) • Arcole, Belfiore, Caldiero, Cazzano di Tramigna, Colognola ai Colli, Montecchia di Crosara, Monteforte d'Alpone, Roncà, San Bonifacio, Soave
- San Pietro in Cariano • Breonio, Dolcè, Fumane, Marano di Valpolicella, Negarine, Negrar, Pescantina, Prun, San Pietro in Cariano, Sant'Ambrogio di Valpolicella
- Sanguinetto • Casaleone, Cerea, Concamarise, Correzzo, Gazzo Veronese, San Pietro di Morubio, Sanguinetto
- Tregnago • Badia Calavena, Illasi, Mezzane di Sotto, Rovere di Velo, San Mauro di Saline, Selva di Progno, Tregnago, Velo Veronese, Vestenanova
- Verona • Avesa, Bosco Chiesanuova, Bussolengo, Buttapietra, Cà di David, Castel d'Azzano, Cerro Veronese, Erbezzo, Grezzana, Lavagno, Marcellise, Mizzole, Montorio Veronese, Parona all'Adige, Pastrengo, Quinto di Valpantena, Quinzano Veronese, San Giovanni Lupatoto, San Martino Buon Albergo, San Massimo all'Adige, San Michele Extra, Santa Maria in Stelle, Sona, Verona, Zevio
- Villafranca di Verona • Mozzecane, Nogarole Rocca, Povegliano Veronese, Sommacampagna, Valeggio sul Mincio, Villafranca di Verona